# エルフリーデ (バンド)
エルフリーデは、日本のガールズバンド。略称はエルフリ。
2019年4月24日にキングレコードよりメジャー・デビュー。

## 概要
星野李奈（Ba）、山吹りょう（Gt）、みくる（Vo）、ゆーやん（Dr）からなる4人組ガールズバンド。2017年8月に結成。
ベーシストとしてアーティストサポートなどの活動をしていた星野李奈とギタリストの山吹りょうが発起人となり、みくるとゆーやんが合流して結成された。
2017年11月にTSUTAYA O-Crestでお披露目ワンマンライブを開催。2018年6月にミニアルバム「LOVE &」でCDデビュー。
2019年2月16日に行われた2ndワンマンライブにてメジャーデビューを発表。同年4月24日、キングレコードより1stフルアルバム「real-Ize」にてデビュー。
2022年2月14日、渋谷CYCLONEのライブをもって、“無期限の活動休止”。

## 来歴
2017年（平成29年）
- 8月、バンド結成。
- 11月4日、エルフリーデとしての初ライブを渋谷O-Crestでのワンマンライブとして行った。

2018年（平成30年）
- 6月29日、1枚目のミニアルバム「LOVE &」をリリース。
- 11月4日、初ライブから1周年を記念したファンミーティングを開催。

2020年（令和2年）
- 2月、3月18日リリースのメジャー1stミニアルバム『rebirth』収録曲「栄光へのエール」がボートレース多摩川・静波まつりの応援ソングに起用される。2月27日、MV公開。

2021年（令和3年）
- 11月3日、Digital single 新曲「ネバーエンド」を配信開始。

2022年（令和4年）
- 1月8日、無期限の活動休止を発表
- 2月14日、渋谷CYCLONEのライブをもって、“無期限の活動休止”

## バンド名の由来
バンド名は、メンバーが持ち寄った単語の中から最終的にはTwitterの投票機能を使ったファン投票で決定した（「エルフリーデ」という単語を持ってきたのはみくる）。

### 楽曲制作
サウンドプロデューサーである小田内志徳(Quint / Vo&Gt)が全オリジナル曲の作詞・作曲を担当している。

## メンバー
- みくる、7月30日生まれ。

ボーカル担当。
- 山吹りょう、12月4日生まれ。

ギター担当。使用機材はFender Custom Shop製のストラトキャスターの黒色。YAMAHA MusicRevolutionギタリスト賞受賞。
グラビアモデルとしても活動しており、2019年にはDVD「R-style」をリリースしている。コプルト所属。コスプレイヤーとしても多くのイベント に参加している。
秋葉原のメイドカフェ「猫耳メイド屋」のメイドとして務めている。ペキニーズを飼っている。
趣味はギズモ集め、ギター。幼い頃からチョコレートが大好き。特にアルフォートやたけのこの里等のクッキーがついたチョコレートを好んでいる。
- 星野李奈、7月11日生まれ。

ベース担当。
- ゆーやん、5月31日生まれ。

ドラム担当。アコースティックシーンではカホンを叩いている。

## 山吹りょう
山吹りょう（やまぶきりょう、12月4日 - ）は、日本のギターリスト、コスプレイヤー、モデルである。ガールズバンド「エルフリーデ」のギター担当。コプルト所属。

### 人物
- 趣味はギズモ集め、ギター。
- 幼い頃からチョコレートが大好き。特にアルフォートやたけのこの里等のクッキーがついたチョコレートが好き。
- 秋葉原のメイドカフェ 猫耳メイド屋のメイドとして務めている。
- 使用機材はFender Custom Shop製のストラトキャスターの黒色を使用してる。

### 作品

#### DVD
- R-style（2019年）

#### カレンダー
- 2019年
- 2020年

### 出演

#### イベント
- ワンダーフェスティバル2018 DMM.makeブース
- 「RAGE Shadowverse World Grand Prix GRAND FINALS」 Shadowverse公式レイヤー「アンドロメダ」
- マイナビBLITZ赤坂 「閃乱カグラ×coprte」 閃乱カグラ公式レイヤー「雪泉」

### 受賞歴
- YAMAHA MusicRevolution ギタリスト賞

## ディスコグラフィー

### ミニアルバム
| 枚              | 発売日        | タイトル | 規格 | 規格品番   |
| --------------- | ------------- | -------- | ---- | ---------- |
| 1st             | 2018年6月29日 | LOVE &   | CD   | ALDL-0001  |
| 1st（メジャー） | 2020年3月18日 | rebirth  | CD   | KIZC-596/7 |

### デジタルシングル
| 枚  | 発売日        | タイトル     | 規格 | 規格品番 |
| --- | ------------- | ------------ | ---- | -------- |
| 1st | 2022年11月3日 | ネバーエンド | CD   |          |

### フルアルバム
| 枚  | 発売日        | タイトル | 企画    | 企画品番   |
| --- | ------------- | -------- | ------- | ---------- |
| 1st | 2019年4月24日 | real-Ize | CD＋DVD | KIZC-535/6 |